# Michael Perry

Michael Anthony Perry, OFM (Indianápolis, 7 de junho de 1954),  é um frade franciscano americano que foi o Ministro Geral da Ordem dos Frades Menores . 

## Biografia
Perry nasceu em Indianópolis, Indiana, nos Estados Unidos. Ele é um graduado de 1972 da Roncalli High School (Indiana). Ele ganhou um Bachelor of Arts licenciatura em História e Filosofia da Universidade de Quincy.  Após seus estudos universitários, ingressou no noviciado da Província do Sagrado Coração da Ordem Franciscana, em 25 de junho de 1977, e professou votos religiosos temporários em 11 de agosto do ano seguinte, a festa de Santa Clara de Assis.
Perry foi então enviado para prosseguir seus estudos acadêmicos em preparação para a ordenação como padre católico. Ele ganhou o grau de Mestre de Artes em Teologia e, em seguida, um Mestrado em Divindade da União Teológica Católica em Chicago, IL.  Ele proferiu os votos solenes como membro pleno dos frades franciscanos em 10 de junho de 1981 e foi ordenado em 2 de junho de 1984. 
Depois de sua ordenação, Perry foi designado para servir sua província na formação de seus candidatos, período durante o qual trabalhou com o Escritório de Justiça, Paz e Integridade da Criação, um ministério internacional dos frades franciscanos. Por dez anos ele trabalhou como missionário na República Democrática do Congo. Durante esse período, ele obteve um doutorado em antropologia religiosa. Trabalhou na África até sua eleição como Ministro Provincial de sua província em 2008.
Após seu retorno aos Estados Unidos, Perry serviu como um recurso para a Catholic Relief Services e a Conferência dos Bispos Católicos dos Estados Unidos. Seu retorno ao seu país natal durou apenas um ano, no entanto, no ano seguinte, ele foi eleito para servir como vigário geral de toda a ordem. 
Perry foi eleito Ministro Geral da Ordem em 22 de maio de 2013 para completar o mandato de seis anos de seu antecessor, José Rodríguez Carballo, OFM, depois que Rodríguez foi nomeado bispo e novo secretário da Congregação para os Institutos de Vida Consagrada e Sociedades de Vida Apostólica, parte da Cúria Romana da Igreja Católica . 